# Болотовск
Болотовск — село в Кваркенском районе Оренбургской области в составе Аландского сельсовета.

## География
Находится на правом берегу реки Суундук на опушке Болотовского соснового бора на расстоянии примерно 22 километров на северо-восток от районного центра села Кваркено.

## Климат
Климат резко континентальный с недостаточным количеством осадков в течение года (около 350 мм). Зима (начало ноября — конец марта) умеренно холодная с устойчивыми морозами. Преобладающая дневная температура воздуха в наиболее холодные месяцы — −12…−16 °C, ночная — 17—20 °C (абс. мин. — −46 °C). Снежный покров устанавливается в конце ноября, толщина его к концу февраля достигает 40 см. Весна (конец марта — конец мая) в первой половине прохладная, во второй — тёплая. Снежный покров сходит в начале апреля. По ночам до конца мая возможны заморозки. Лето тёплое, преимущественно с ясной погодой. Преобладающая дневная температура воздуха 22—24 °C (абс. макс. 40 °C), ночная 14—16 °C. Периодически бывает засуха. Осень (конец августа — начало ноября) в первой половине малооблачная, тёплая. Во второй половине преобладает пасмурная погода с затяжными моросящими дождями. В конце сезона выпадает снег. Ночные заморозки начинаются с конца сентября.

## История
Посёлок упоминается с 1939 как «Дом отдыха Кваркенский». По другой версии название села происходит от хутора Болотовского (основанный в 1916 году), владельцем которого был Чертыковцев, хозяин Айдырлинско-Шиханского золотого прииска, и названного по фамилии смотрящего заимки. На месте этого бывшего хутора была основана потом (в 1929- 35 годах) база отдыха «Кваркенская».

## Население
Постоянное население составляло 89 человека в 2002 году (русские 80 %), 70 человек в 2010 году.

## Инфраструктура
База отдыха «Айдырля».